# Tutuca
Usliver João Baptista Linhares, conhecido artisticamente como Tutuca (Rio de Janeiro, 19 de outubro de 1932 - Rio de Janeiro, 3 de dezembro de 2015), foi um comediante brasileiro. Tornou célebre o bordão "Xiiiiiíííííííí…".

## Biografia
Ganhou o apelido na infância e começou a carreira na década de 1950. No rádio e na TV participou do programa Balança Mas Não Cai, onde, no quadro Clementino e Dona Julieta (1964), vivendo um faxineiro sempre de olho na mulherada, criou o bordão  “Ah se ela me desse bola…”  Também é criador dos personagens Magnólio Ponto Fraco e Chefinho, no quadro Dona Dadá, Chefinho e Seu Menezes.
Estreou no cinema em 1959 no filme O Homem do Sputnik e depois fez, ao lado de Ronald Golias, O Homem que Roubou a Copa do Mundo.
Trabalhou em várias emissoras e em programas como Apertura, Reapertura, A Praça é Nossa, Zorra Total e Sob Nova Direção. Fez sucesso com a comédia O Marido Virgem, viajando em turnê pelo Brasil.
Também esteve no elenco dos filmes Onanias, o Poderoso Machão, Os Normais(vivendo o pai da personagem de Marisa Orth) e A Guerra dos Rocha, que ele considera um dos mais importantes dos quais participou.
O humorista faleceu em virtude de pneumonia seguido de uma parada cardíaca, dois anos após ter sofrido um acidente vascular cerebral, em 3 de dezembro de 2015..

## Filmografia

### Rádio
| Título                |
| --------------------- |
| Balança Mas Não Cai   |
| A Turma da Maré Mansa |

### Cinema
| Ano  | Título                             |
| ---- | ---------------------------------- |
| 1959 | O Homem do Sputnik                 |
| 1961 | O Homem que Roubou a Copa do Mundo |
| 1962 | Bom mesmo è Carnaval               |
| 1974 | Onanias, o Poderoso Machão         |
| 2003 | Os Normais - O Filme               |
| 2008 | A Guerra dos Rocha                 |

### Televisão
| Título              | Papel                                         | Emissora   |
| ------------------- | --------------------------------------------- | ---------- |
| Ciranda de Pedra    | Jurado do Miss Suéter (Participação especial) | Rede Globo |
| Apertura            |                                               | Rede Tupi  |
| Reapertura          |                                               | SBT        |
| A Praça é Nossa     | Chefinho / Clementino / Magnólio              | SBT        |
| Riso Sinal Aberto   |                                               | Rede Globo |
| Balança Mas Não Cai |                                               | Rede Globo |
| Zorra Total         |                                               | Rede Globo |
| Sob Nova Direção    |                                               | Rede Globo |
| Coral dos Garçons   |                                               | Rede Tupi  |